# أجلونيماوية
الأجلونيماوية (الاسم العلمي: Aglaonemateae) هي قبيلة من النباتات تتبع الفصيلة اللوفية من رتبة المزماريات.

## أجناس الأجلونيماوية
تضم جنسين هما:
- الأجلونيما (الاسم العلمي:Aglaonema)
- الأجلودورم (الاسم العلمي:Aglaodorum)